# Amadeus (pièce de théâtre)
Pour les articles homonymes, voir Amadeus.
Amadeus est une pièce de théâtre de Peter Shaffer (jouée pour la première fois en 1979) mettant en scène une biographie romancée de Mozart, se focalisant surtout sur la prétendue rivalité de Mozart et du compositeur de la cour, Salieri.
Elle a été mise en scène à Paris en 1982 au théâtre Marigny par Roman Polanski, qui jouait également le rôle de Mozart, avec François Périer dans celui de Salieri. Dans la capitale française, la pièce est présentée à la presse le mardi 26 janvier 1982. Dans Le Monde, le lendemain, le critique Michel Cournot éreinte le spectacle :
« Une œuvre d'une telle inexistence, d'une vacuité si flagrante, que six à huit lignes suffiraient amplement à rendre compte de l'événement, du non-événement
 ».
La pièce a inspiré le film de Miloš Forman, Amadeus (1984), dont Peter Shaffer a écrit le scénario.
La pièce de théâtre est elle-même inspirée d'une courte tragédie de Pouchkine : Mozart et Salieri (1830).